# Casa Ramon (Boí)
La Casa Ramon és un edifici del municipi de la Vall de Boí (Alta Ribagorça) inclosa en l'Inventari del Patrimoni Arquitectònic de Catalunya. Al seu costat hi ha el Paller de la Casa Ramon, igualment inventariat de manera individual.

## Casa
La casa és un element inventariat. És una unitat agropecuària familiar organitzada al voltant de l'era, que encara conserva el paviment de pedra. Té façana als carrers de la Muralla i del Raval i un única mitgera pel costat N-O. L'habitatge, que és l'edifici que fa mitgera, és de planta rectangular i consta de planta baixa i dos pisos, amb coberta a dos vessants. Són interessants la façana del C. Raval amb un balcó corregut al segon pis i la galeria que dona a l'era.
Amb façana al C. Raval hi ha l'edifici del paller i les corts, molt sobri i amb les poques obertures que l'ús reclama. El cobert, situat al costat nord del conjunt, té una façana cega al C. Muralla i una façana oberta a l'era, amb estructura de fusta. Una part de l'era està coberta amb fibrociment.

## Paller
El paller de Casa Ramon és un element inventariat. És un edifici de planta quasi rectangular que consta de planta baixa, per sota del nivell del carrer, originalment destinada a cort i una planta pis, amb porta d'accés des del carrer per la part posterior, originalment destinada a paller.
La coberta és a dos vessants, de llosa de pissarra. Les façanes són gairebé cegues, amb dos grans portals, un a cada planta en costats oposats, aprofitant el desnivell del carrer i dues petites finestres quadrades sobre el portal de la planta baixa.
Situat fora el recinte emmurallat, constitueix un bon exemple tipològic de l'edifici de paller i cort, i ajuda a configurar la imatge urbana exterior del recinte.